# Linea Kintetsu Yoshino
La linea Kintetsu Yoshino (近鉄吉野線?, Kintetsu Yoshino-sen) è una linea ferroviaria privata secondaria gestita dalle Ferrovie Kintetsu che collega le città giapponesi di Yoshino e Kashihara con la Minami-Osaka. Al capolinea di Yoshino è possibile interscambiare con un bus per la Funivia di Yoshino.

## Storia
La linea aprì il 25 ottobre 1912 come Ferrovia di Yoshino (吉野鉄道?), con treni trainati da locomotive a vapore.

## Operazioni
Tutti i treni espressi ed espressi limitati continuano sulla linea Kintetsu Minami-Ōsaka fino a Osaka Abenobashi.

### Servizi ferroviari
- L: Locale (普通?, Futsū)
- EX: Espresso (急行?, Kyūkō)
- EX: Espresso Limitato (特急?, Tokkyū)

### Stazioni
| Stazione           | Giapponese | Distanza | Espresso Limitato | Collegamenti                                         | Posizione         | Posizione          |
| ------------------ | ---------- | -------- | ----------------- | ---------------------------------------------------- | ----------------- | ------------------ |
| Kashiharajingū-mae | 橿原神宮前 | 0.0      | ●                 | Linea Kintetsu Minami-Ōsaka Linea Kintetsu Kashihara | Kashihara         | Prefettura di Nara |
| Okadera            | 岡寺       | 1.1      | \|                |                                                      | Kashihara         | Prefettura di Nara |
| Asuka              | 飛鳥       | 2.2      | ●                 |                                                      | Asuka Takaichi    | Prefettura di Nara |
| Tsubosakayama      | 壺阪山     | 3.9      | ●                 |                                                      | Takatori Takaichi | Prefettura di Nara |
| Ichio              | 市尾       | 6.0      | \|                |                                                      | Takatori Takaichi | Prefettura di Nara |
| Kuzu               | 葛         | 7.9      | \|                |                                                      | Gose              | Prefettura di Nara |
| Yoshinoguchi       | 吉野口     | 9.5      | ●                 | Linea Wakayama                                       | Gose              | Prefettura di Nara |
| Kusurimizu         | 薬水       | 11.2     | \|                |                                                      | Ōyodo Yoshino     | Prefettura di Nara |
| Fukugami           | 福神       | 12.8     | ●                 |                                                      | Ōyodo Yoshino     | Prefettura di Nara |
| Ōada               | 大阿太     | 14.6     | \|                |                                                      | Ōyodo Yoshino     | Prefettura di Nara |
| Shimoichiguchi     | 下市口     | 17.0     | ●                 |                                                      | Ōyodo Yoshino     | Prefettura di Nara |
| Koshibe            | 越部       | 18.7     | \|                |                                                      | Ōyodo Yoshino     | Prefettura di Nara |
| Muda               | 六田       | 20.7     | ●                 |                                                      | Ōyodo Yoshino     | Prefettura di Nara |
| Yamato-Kamiichi    | 大和上市   | 22.9     | ●                 |                                                      | Yoshino           | Prefettura di Nara |
| Yoshino-Jingū      | 吉野神宮   | 23.7     | ●                 |                                                      | Yoshino           | Prefettura di Nara |
| Yoshino            | 吉野       | 25.2     | ●                 | Funivia di Yoshino via bus                           | Yoshino           | Prefettura di Nara |